# クンブム・チャンパーリン寺

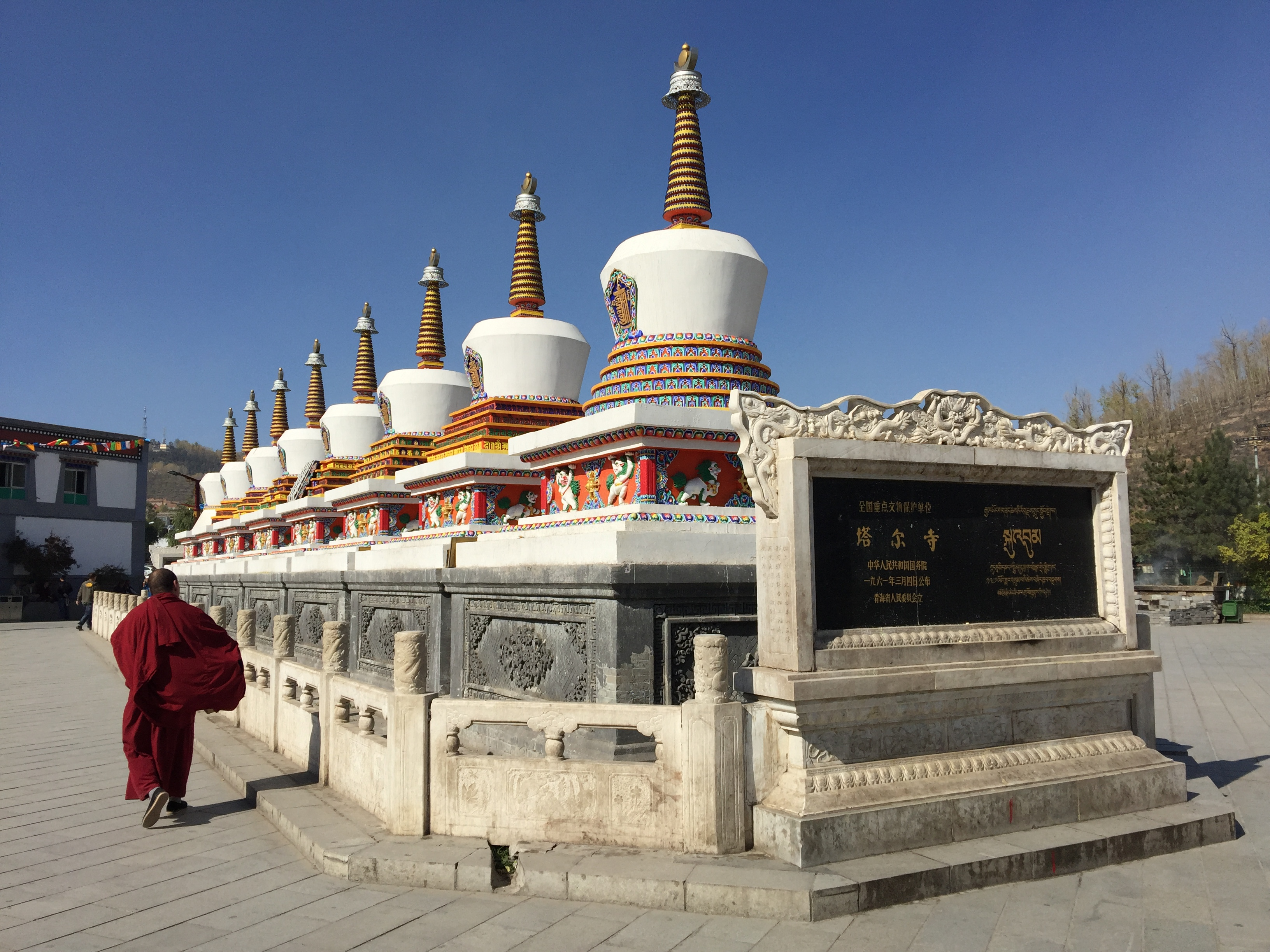
八仏塔

クンブム・チャムパーリン寺は、青海省の省都である西寧市の郊外の湟中区に位置するチベット仏教の寺院である。漢字表記は塔爾寺（とうじ・じ/タールじ）タール寺、クンブン寺、クンブム寺とも表記。チベット仏教ゲルク派（黄帽派）の寺院で、ゲルク派の開祖ツォンカパの生誕地としても知られる。アムド地方における主要拠点のひとつである。中国の5A級観光地（2012年認定）。
1360年にツォンカパの生母が立てた仏塔がもとになっているという。1560年にリンチェン・ツォンドゥギェンツェンが再興し、50あまりの末寺をかかえた。また、寺本婉雅が日露戦争のころにここに滞在していた。1958年には3600人以上の僧侶が在籍したが、アムド、内外モンゴル、ユグル族の出身が多かったという。文化大革命後はほぼ僧侶がラプラン寺へ移動してしまった。現在は300人ほどの僧侶が在籍している。

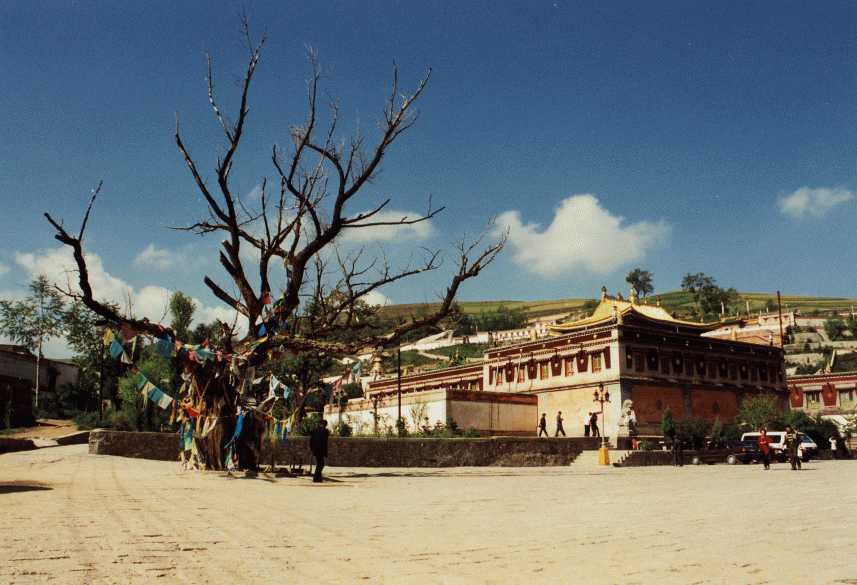
街から見たクンブム

## アクセス
西寧市内各所から複数のバス会社がバスを頻発させている。ただ、西寧市内のほとんどの地点ではバス停の目印がなく、乗車地点がわかりにくいため、旅行者は西寧市内の新寧路バスターミナルから湟中行きに乗車し、終点まで乗車するのがわかりやすい。2023年現在、西寧市の市バス909番で約80分。20分に1便発。料金は1元。

## 拝観
チベット人巡礼者以外は70元のチケットが必要。このチケットで境内入場及び、日にもよるが10ヶ所ほどの諸堂に入ることができる。幾つかの堂ではチケットの再チェックがある。